# Adrian Błąd
Adrian Mateusz Błąd (ur. 16 kwietnia 1991 w Lubinie) – polski piłkarz występujący na pozycji pomocnika w polskim klubie GKS Katowice.

## Kariera klubowa
Błąd jest wychowankiem Zagłębia Lubin. Początkowo występował w zespołach juniorskich i drużynie rezerw Zagłębia. Od rundy wiosennej sezonu 2007/08 jest także zawodnikiem drużyny Młodej Ekstraklasy. Przed sezonem 2009/10 Błąd został powołany do kadry pierwszego zespołu. 21 sierpnia 2009 roku w spotkaniu z Ruchem Chorzów zadebiutował w Ekstraklasie. W latach 2011–2013 wypożyczony do Zawiszy Bydgoszcz, w debiucie strzelił gola w meczu z Sandecją Nowy Sącz. Po udanym sezonie w Zawiszy, wrócił do swojego macierzystego klubu, lecz nie zdołał przekonać do siebie trenera Pavla Hapala i został ponownie wypożyczony do bydgoskiego klubu na kolejny rok. W grudniu 2012 trener Pavel Hapal zdecydował o powrocie Adriana Błąda do Lubina. W barwach Zawiszy Błąd rozegrał 51 spotkań ligowych oraz 2 w Pucharze Polski i strzelił 18 bramek. Po powrocie do Zagłębia Lubin, zagrał w ekstraklasie 39 meczów, strzelając 6 bramek. Sezon 2014/2015 rozpoczął wraz z Zagłębiem w I lidze. W latach 2016–2017 wypożyczony do Arki Gdynia. Od 2017 roku gracz GKS Katowice, 26 maja 2024r. strzelił gola Arce Gdynia który przypieczętował powrót GKS-u do Ekstraklasy.

## Kariera reprezentacyjna
Błąd ma za sobą występy w młodzieżowych reprezentacjach Polski do lat 19 i do lat 20.

## Statystyki kariery

### Młoda Ekstraklasa
| Klub               | Sezon              | Liga               | Suma  | Suma   |
| Klub               | Sezon              | Liga               | Mecze | Bramki |
| ------------------ | ------------------ | ------------------ | ----- | ------ |
| Zagłębie Lubin     | 2009/10            | Młoda Ekstraklasa  | 16    | 4      |
| Zagłębie Lubin     | 2010/11            | Młoda Ekstraklasa  | 8     | 1      |
| Ogólnie w karierze | Ogólnie w karierze | Ogólnie w karierze | 24    | 5      |

### Seniorskiej
(aktualne na dzień 8 maja 2017)
| Klub                     | Sezon              | Liga               | Liga  | Liga   | Puchar Polski | Puchar Polski | Suma  | Suma   |
| Klub                     | Sezon              | Liga               | Mecze | Bramki | Mecze         | Bramki        | Mecze | Bramki |
| ------------------------ | ------------------ | ------------------ | ----- | ------ | ------------- | ------------- | ----- | ------ |
| Zagłębie II Lubin        | 2008/09            | III liga           | 20    | 2      | 0             | 0             | 20    | 2      |
| Zagłębie Lubin           | 2009/10            | Ekstraklasa        | 10    | 0      | 1             | 0             | 11    | 0      |
| Zagłębie Lubin           | 2010/11            | Ekstraklasa        | 3     | 0      | 0             | 0             | 3     | 0      |
| Zawisza Bydgoszcz (wyp.) | 2011/12            | I liga             | 34    | 14     | 1             | 0             | 35    | 14     |
| Zawisza Bydgoszcz (wyp.) | 2012/13            | I liga             | 17    | 4      | 1             | 0             | 18    | 4      |
| Zagłębie Lubin           | 2012/13            | Ekstraklasa        | 14    | 3      | 2             | 0             | 16    | 3      |
| Zagłębie Lubin           | 2013/14            | Ekstraklasa        | 25    | 3      | 5             | 0             | 30    | 3      |
| Zagłębie Lubin           | 2014/15            | I liga             | 25    | 5      | 1             | 0             | 26    | 5      |
| Zagłębie Lubin           | 2015/16            | Ekstraklasa        | 5     | 0      | 3             | 0             | 8     | 0      |
| Arka Gdynia (wyp.)       | 2016/17            | Ekstraklasa        | 14    | 1      | 4             | 0             | 18    | 1      |
| Ogólnie w karierze       | Ogólnie w karierze | Ogólnie w karierze | 167   | 32     | 18            | 0             | 185   | 32     |

## Sukcesy
- Pierwszoligowiec roku w Plebiscycie Piłki Nożnej: 2011